# مينكه بيسخوبس
مينكه بيسخوبس (من مواليد 2 سبتمبر 2002) رياضية هولندية في ألعاب القوى، تُنافس في فئة العدّاءات. فازت بالميدالية البرونزية في سباق التتابع 4 × 100 متر للسيدات في بطولة أوروبا لألعاب القوى 2024.